# Polar Cup
De Polar Cup is een vriendschappelijk voetbaltoernooi dat sinds 2004 gespeeld wordt op Curaçao. De eerste twee edities werden gehouden onder de naam Inter Expo Cup.
Het toernooi wordt georganiseerd door Project Support Curacao NV (PSC) en de wedstrijden worden gespeeld in het Ergilio Hatostadion in Brievengat, Willemstad.

## Winnaars
| Editie | Winnaar               |
| ------ | --------------------- |
| 2004   | Nederlandse Antillen  |
| 2005   | Walking Boyz Company  |
| 2006   | FC Groningen          |
| 2007   | FC Utrecht            |
| 2008   | FC Groningen          |
| 2009   | Dutch Caribbean Stars |
| 2010   | Ajax                  |
| 2011   | niet gehouden         |
| 2012   | niet gehouden         |
| 2013   | ADO Den Haag          |

## Inter Expo Cup 2004
| Datum      |  |                      |       |              |
| ---------- |  | -------------------- | ----- | ------------ |
| 13 januari |  | Nederlandse Antillen | 2 – 2 | FC Dordrecht |
| 13 januari |  | Suriname             | 0 – 0 | SC Cambuur   |
| 15 januari |  | Nederlandse Antillen | 2 – 1 | SC Cambuur   |
| 15 januari |  | Suriname             | 4 – 2 | FC Dordrecht |
| 17 januari |  | FC Dordrecht         | 0 – 4 | SC Cambuur   |
| 17 januari |  | Nederlandse Antillen | 2 – 0 | Suriname     |

Eindstand
| Ploeg                | Gsp | G | G | V | DV | DT | DS | Pnt |
| -------------------- | --- | - | - | - | -- | -- | -- | --- |
| Nederlandse Antillen | 3   | 2 | 1 | 0 | 6  | 3  | +3 | 7   |
| SC Cambuur           | 3   | 1 | 1 | 1 | 5  | 2  | +3 | 4   |
| Suriname             | 3   | 1 | 1 | 1 | 4  | 4  | 0  | 4   |
| FC Dordrecht         | 3   | 0 | 1 | 2 | 4  | 10 | -6 | 1   |

## Inter Expo Cup 2005
| Datum      |  |                      |       |                      |
| ---------- |  | -------------------- | ----- | -------------------- |
| 9 januari  |  | Walking Boyz Company | 2 – 1 | FC Dordrecht         |
| 9 januari  |  | Nederlandse Antillen | 2 – 3 | Jong Feyenoord       |
| 12 januari |  | Jong Feyenoord       | 0 – 0 | FC Dordrecht         |
| 12 januari |  | Nederlandse Antillen | 0 – 4 | Walking Boyz Company |
| 15 januari |  | Nederlandse Antillen | 1 – 2 | FC Dordrecht         |
| 15 januari |  | Walking Boyz Company | 0 – 0 | Jong Feyenoord       |

Eindstand
| Ploeg                | Gsp | G | G | V | DV | DT | DS | Pnt |
| -------------------- | --- | - | - | - | -- | -- | -- | --- |
| Walking Boyz Company | 3   | 2 | 1 | 0 | 6  | 3  | +3 | 7   |
| Jong Feyenoord       | 3   | 1 | 1 | 1 | 5  | 2  | +3 | 4   |
| FC Dordrecht         | 3   | 1 | 1 | 1 | 4  | 4  | 0  | 4   |
| Nederlandse Antillen | 3   | 0 | 1 | 2 | 4  | 10 | -6 | 1   |

## Polar Cup 2006
| Datum           |  |              |       |                        |
| --------------- |  | ------------ | ----- | ---------------------- |
| 21 mei          |  | FC Groningen | 2 – 1 | Suriprofs              |
| 21 mei          |  | CSD Barber   | 3 – 1 | Ned. Antillen onder 21 |
| Om derde plaats |  |              |       |                        |
| 24 mei          |  | Suriprofs    | 5 – 2 | Ned. Antillen onder 21 |
| Finale          |  |              |       |                        |
| 24 mei          |  | FC Groningen | 2 – 1 | CSD Barber             |

## UTS Polar Cup 2007
| Datum           |  |            |                  |                |
| --------------- |  | ---------- | ---------------- | -------------- |
| 3 juni          |  | FC Utrecht | 2 – 1            | FC Dordrecht   |
| 3 juni          |  | CSD Barber | 0 – 2            | Ferroviário AC |
| Om derde plaats |  |            |                  |                |
| 6 juni          |  | CSD Barber | 1 – 1 (4–3 n.s.) | FC Dordrecht   |
| Finale          |  |            |                  |                |
| 6 juni          |  | FC Utrecht | 1 – 0            | Ferroviário AC |

## Chippie Polar Cup 2008
| Datum           |  |                        |       |                        |
| --------------- |  | ---------------------- | ----- | ---------------------- |
| 21 mei          |  | Nederlandse Antillen   | 2 – 1 | Suriname               |
| 21 mei          |  | FC Groningen           | 3 – 0 | EC Flamengo (Teresina) |
| Om derde plaats |  |                        |       |                        |
| 24 mei          |  | EC Flamengo (Teresina) | 2 – 0 | Suriname               |
| Finale          |  |                        |       |                        |
| 24 mei          |  | FC Groningen           | 4 – 2 | Nederlandse Antillen   |

## Chippie Polar Cup 2009
| Datum           |  |                       |                  |                   |
| --------------- |  | --------------------- | ---------------- | ----------------- |
| 5 juni          |  | Centro Dominguito     | 5 – 0            | SV Britannia      |
| 5 juni          |  | Dutch Caribbean Stars | 4 – 0            | FCS Nacional      |
| Om derde plaats |  |                       |                  |                   |
| 7 juni          |  | FCS Nacional          | 4 – 2            | SV Britannia      |
| Finale          |  |                       |                  |                   |
| 7 juni          |  | Dutch Caribbean Stars | 1 – 1 (4–2 n.s.) | Centro Dominguito |

## Chippie Polar Cup 2010
| Datum           |  |                       |                  |                       |
| --------------- |  | --------------------- | ---------------- | --------------------- |
| 21 mei          |  | Dutch Caribbean Stars | 1 – 4            | N.E.C.                |
| 21 mei          |  | Ajax                  | 3 – 0            | Hubentut Fortuna      |
| Om derde plaats |  |                       |                  |                       |
| 23 mei          |  | Hubentut Fortuna      | 2 – 0            | Dutch Caribbean Stars |
| Finale          |  |                       |                  |                       |
| 23 mei          |  | Ajax                  | 0 – 0 (4–3 n.s.) | N.E.C.                |

## Multipost Polar Cup 2013
| Datum           |  |                   |                  |                   |
| --------------- |  | ----------------- | ---------------- | ----------------- |
| 29 mei          |  | ADO Den Haag      | 2 – 0            | FC Dordrecht      |
| 29 mei          |  | Inter Moengotapoe | 1 – 2            | Centro Dominguito |
| Om derde plaats |  |                   |                  |                   |
| 1 juni          |  | FC Dordrecht      | 2 – 1            | Inter Moengotapoe |
| Finale          |  |                   |                  |                   |
| 1 juni          |  | ADO Den Haag      | 2 – 2 (4–3 n.s.) | Centro Dominguito |